# Liste de points extrêmes de la Moldavie
Pour un article plus général, voir Géographie de la Moldavie.
La liste des points extrêmes de la Moldavie, qui possède 1 389 km de frontières dont 450 km avec la Roumanie et 939 km de avec l'Ukraine, est exposée ici.

## Latitude et longitude
| Naslavcea Giurgiulești Criva Palanca Bălănești |

- Nord : Naslavcea, un village du raion d'Ocnița, 48° 48′ N, 27° 55′ E ;
- Sud : Giurgiulești, port sur le Danube, dans le raion de Cahul, 45° 48′ N, 28° 22′ E ;
- Ouest : Criva, un village du raion de Briceni, 48° 28′ N, 26° 59′ E ;
- Est : Palanca, un village des bords du Dniestr, dans le raion de Ștefan Vodă, 46° 44′ N, 30° 13′ E.

## Altitude
- Maximale : collines de Bălănești (pic de Miron), 430 m, dans le Codru, 47° 13′ 36″ N, 28° 05′ 01″ E
- Minimale : abords du liman du Nistru, 1 m, près de la mer Noire, 46° 24′ 34″ N, 24° 30′ 36″ E